# エクメーネ

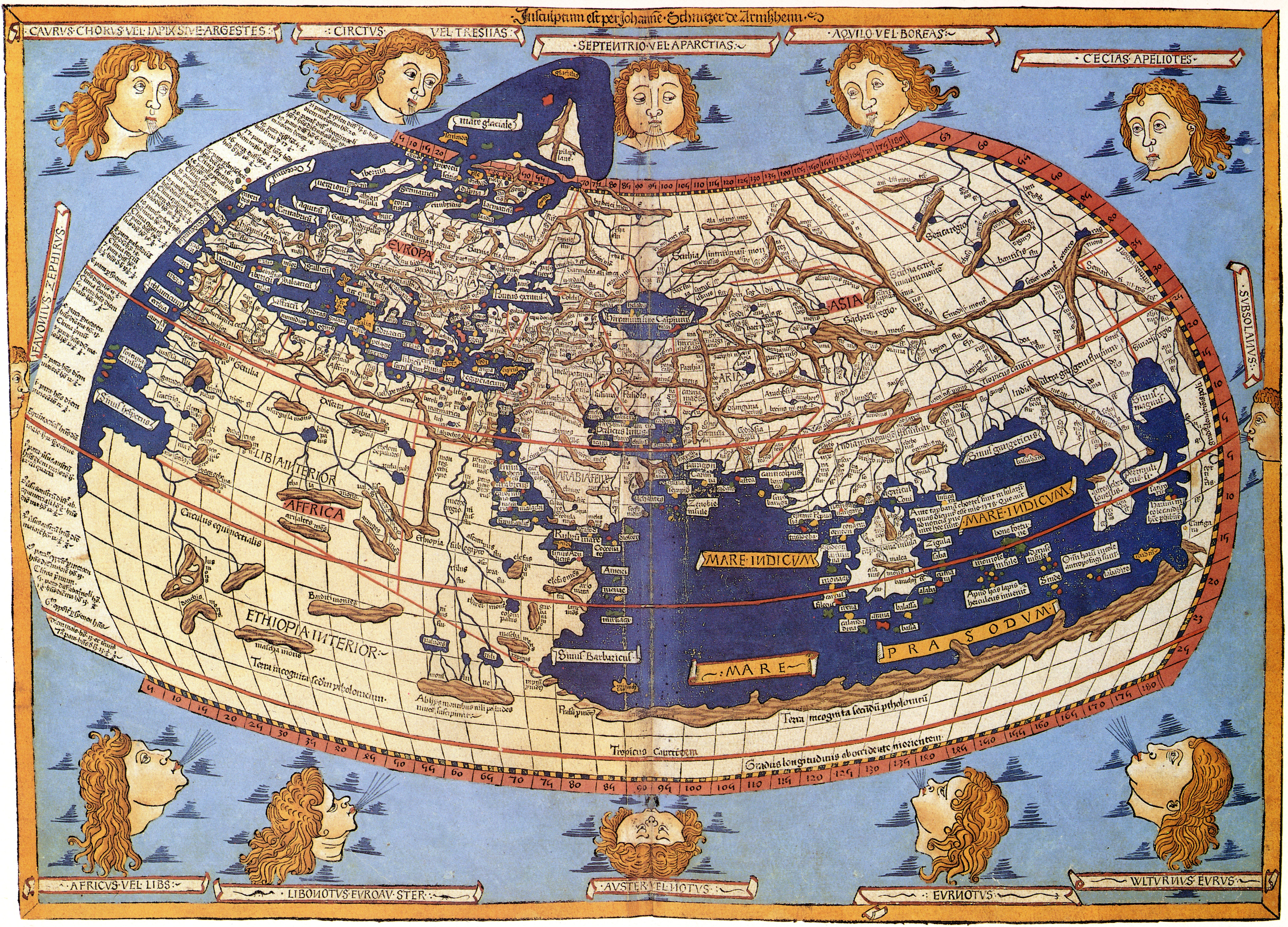
エクメーネのイメージ。プトレマイオスの地図より。

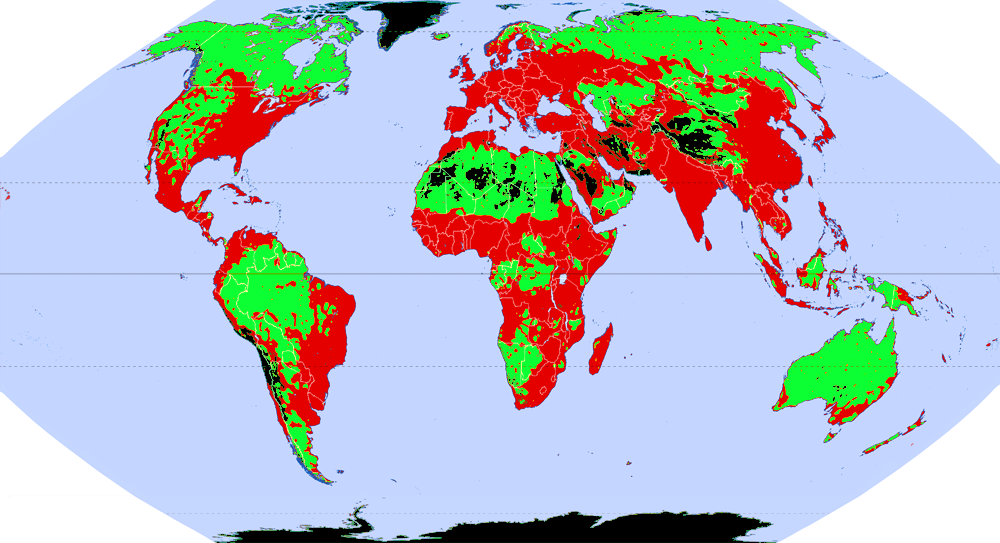
黒: アネクメーネ（Anökumene）
緑: ズブエクメーネ（Subökumene）
赤: エクメーネ（Ökumene）

エクメーネ（独: Ökumene）は、「地球の表面のうち人間が居住している地域」を指す地理学の用語である。厳密に定義すれば「地球上で人間が常に居住し、経済活動を営み、また規則的な交通を行っている空間」となる。生活空間、居住空間、居住地域などと訳される。オイクメネー、エクメネー、エクメネという表記もある。
対義語として人間が居住していない地域を指すアネクメーネがある。
エクメーネには人が定住する恒常的なものと、一時的なものの2種がある。たとえば南極大陸はかつてはアネクメーネであったが、現在は一時的エクメーネの一種である。

## 概要

### 沿革
エクメーネという語は、ギリシア語で「住んでいる土地」を意味する語「オイクーメネー」（希: οἰκουμένη, oikouménē。英語に直訳するとinhabited）に由来する。これは元々、古代ギリシア人が自分たちの住んでいる空間（つまり既知の世界）を指して用いた語である。キリスト教で用いられる語エキュメニカル、エキュメニズムも同語源である。
アレクサンダー・フォン・フンボルトがこの概念を提唱し、近代地理学に導入する。フリードリヒ・ラッツェルがAnthropogeographie - Die geographische Verbreitung des Menschen（1891年。邦訳『人類地理学』ISBN 4-7722-8040-5）でその範囲や発展について論じる。

### 限界
地球の表面のうち、海洋・湖沼などはエクメーネから除外される（少数の海上生活者は存在するが）。エクメーネは地球の陸地面積の約88%を占めるが、アネクメーネとの境界は食糧生産限界とほぼ一致する。人間が住むことは可能だが農業には適さない地域をズブエクメーネ（Subökumene）と呼ぶ。エクメーネとアネクメーネの境界は、大きく水平限界と高距限界（垂直限界）に分けられる。
水平限界はさらに対乾燥限界、対寒冷限界、対湿熱限界に分けられる。
1984年現在、恒常的エクメーネの北限はエルズミア島のアラート（北緯82度31分）、南限はナバリノ島のプエルト・ウィリアムズ（南緯54度56分）である。高距限界はインドのチベット近くのバシシ（標高5988メートル）である。

### 拡大
有史以前に今日のエクメーネの輪郭はほぼ完成していたが、気候の変化による水平限界・高距限界の変化、技術の進歩による居住地域の拡大、人口増加による他地域への移住や入植などによってエクメーネは拡大する。具体的には森林や低湿地、砂漠の開発などにより、アネクメーネがエクメーネに編入されてきた。大航海時代には、それ以前からエクメーネに含まれていた新大陸と旧大陸は単一のエクメーネとして結合するに至った。地下資源の発見などにより居住限界を超えて入植が行われることもある。ソ連の自然改造もエクメーネ拡大の原因の一つである。